# Gombong (Belik)
Gombong is een bestuurslaag in het regentschap Pemalang van de provincie Midden-Java, Indonesië. Gombong telt 10.973 inwoners (volkstelling 2010).